# This Time (Bryan Adams)
This Time is een nummer van de Canadese muzikant Bryan Adams uit 1983. Het is de vierde en laatste single vierde van zijn derde studioalbum Cuts Like a Knife.
"This Time" gaat over een verlegen man die in de ban is van een zeer aantrekkelijke vrouw. Hij besluit over zijn verlegenheid heen te stappen, een man te worden en haar te vertellen wat hij voor haar voelt. Het nummer werd een bescheiden hit in Noord-Amerika; met bijvoorbeeld een 32e positie in Adams' thuisland Canada. Ook op de Britse eilanden sloeg het nummer aan, maar in het Nederlandse taalgebied viel het buiten de hitlijsten.

## Tracklijst
- 7"

1. "This Time" - 3:18
2. "Fits Ya Good" - 4:35